# Luis Alberto Pérez Rionda
Luis Alberto Pérez Rionda (* 16. August 1969 in Matanzas) ist ein ehemaliger kubanischer Sprinter, der sich auf den 100-Meter-Lauf spezialisiert hat und seine größten Erfolge mit der kubanischen 4-mal-100-Meter-Staffel feierte.

## Leben
Bei den Olympischen Spielen 1996 in Atlanta wurde er mit der Staffel noch Sechster. Vier Jahre später, bei den Olympischen Spielen 2000 in Sydney, gewann er als Startläufer seiner Staffel gemeinsam mit Iván García, Freddy Mayola und José Angel Cesar die Bronzemedaille in 38,04 s hinter den Mannschaften aus den Vereinigten Staaten und Brasilien.
Außerdem wurde er insgesamt dreimal kubanischer Meister im 100-Meter-Lauf (1996–1997, 1999).
Luis Pérez hatte bei einer Körpergröße von 1,72 m ein Wettkampfgewicht von 72 kg.

## Bestleistungen
- 100 m: 10,18 s, 13. Juni 1997, Havanna
- 60 m (Halle): 6,58 s, 7. März 1999, Maebashi